# Spanische Badmintonmeisterschaft 2023
Die Spanische Badmintonmeisterschaft 2023 war die 42. Auflage der spanischen Titelkämpfe in dieser Sportart. Sie fand vom 12. bis zum 14. Mai 2023 in Sevilla statt.

## Die Sieger und Platzierten
| Disziplin    | Gold                         | Silber                    | Bronze                        |
| ------------ | ---------------------------- | ------------------------- | ----------------------------- |
| Herreneinzel | Pablo Abián                  | Alvaro Leal               | Ernesto Baschwitz             |
| Herreneinzel | Pablo Abián                  | Alvaro Leal               | Tomas Toledano                |
| Dameneinzel  | Clara Azurmendi              | Ania Setien               | Silvia Redondo                |
| Dameneinzel  | Clara Azurmendi              | Ania Setien               | Cristina Teruel               |
| Herrendoppel | Rubén García Carlos Piris    | Fran Olivares Jaume Perez | Daniel Franco Ricardo Rettig  |
| Herrendoppel | Rubén García Carlos Piris    | Fran Olivares Jaume Perez | Javier Alava Rodrigo Sanjurjo |
| Damendoppel  | Beatriz Corrales Paula López | Haideé Ojeda Laura Santos | Clara Azurmendi Ania Setien   |
| Damendoppel  | Beatriz Corrales Paula López | Haideé Ojeda Laura Santos | Nerea Ivorra Claudia Leal     |
| Mixed        | Rubén García Lucía Rodríguez | Pablo Abián Haideé Ojeda  | Carlos Piris Beatriz Corrales |
| Mixed        | Rubén García Lucía Rodríguez | Pablo Abián Haideé Ojeda  | Jaume Perez Claudia Leal      |